# Замок Кост
Замок Кост (чеш. Hrad Kost) — один из средневековых замков Чехии, расположенный в заповеднике Чешский рай (округ Йичин, Краловеградецкий край) рядом с границей со Среднечешским краем. Замок был возведён в первой половине XIV века в готическом стиле.

## Происхождение названия
Существует несколько легенд происхождения названия замка, самая правдоподобная из которых связана с тем, что основатель замка, Бенеш из Вартенберга, писал своё имя на итальянский манер Benesius di Costi, откуда и пошло название замка.
По другой легенде, замок обязан своим названием Яну Жижке, который после долгой и безуспешной осады замка в XV веке якобы воскликнул в сердцах: «Этот замок твердый как кость. Только собака может сожрать его!»

## Местоположение

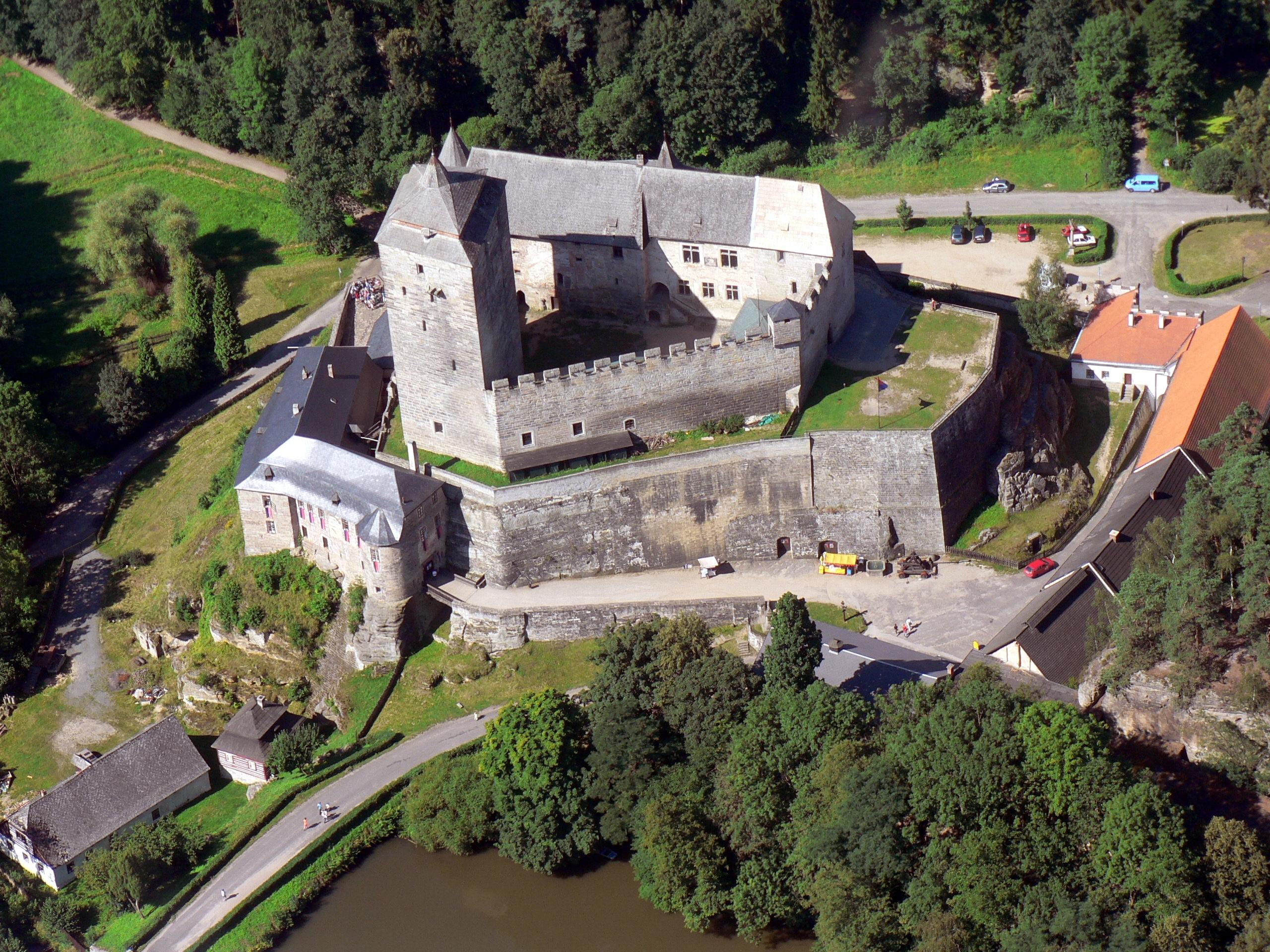
Панорамный вид на замок.

Особенностью расположения замка стало то, что его возвели в долине на песчаниковом мысе, стоящем на стыке двух массивных скалистых долин. Долина севернее замка образовалась благодаря течению реки Кленице и называется Прокопская. Южнее замка находится долина Плаканек.  На северо-запад от замка расстилается ещё одна долина, безымянная, так же водного происхождения. Раньше с трёх сторон вокруг замка были сооружены три пруда: Белый, Чёрный и Лебяжий. Первые два пруда сохранились до наших дней. Разрушив плотину, можно было быстро создать вокруг замка труднопроходимую местность.

## История замка
Замок был возведён до 1349 года Бенешем из Вартенберка, поскольку в этом году он перенёс в Кост свою резиденцию из Соботки.
Замок многократно менял владельцев. Род Бенеша из Вартенберка владел им до 1414 года, затем в результате брачного союза замок перешёл к Микулашу Зайицу из Газмбурка. В 1456 году владельцем замка Кост вместе с крепостью Троски и Скальным замком стал Ян Зайиц из Газмбурка, который принял участие в восстании против короля Йиржи из Подебрад. После смерти Яна Зайица владельцем замка стал Зденек Лев из Рожмиталя (ум. 1535), который в 1497 году продал Кост Верховному канцлеру Чешского королевства Яну из Шельмберка, потомкам которого замок принадлежал до 1524 года. Следующими собственниками Коста стали Биберштейны (1524—1551). Ян Биберштейн пристроил к замку ренессансное крыло с обширной кухней. Поскольку он умер бездетным, замок унаследовала его племянница и её муж Криштоф Попел Лобковиц, который соорудил при замке пивоварню и другие укреплённые хозяйственные постройки.
Лобковицы владели замком Кост до 1634 года, затем замок некоторое время был в собственности генералиссимуса Альбрехта Валленштейна, а от него перешёл к Черниным из Худениц (1634—1738). При Черниных замок обветшал и использовался в качестве зернохранилища. В 1738—1769 годах замком владел верховный маршал королевства Вацлав Казимир Нетолицки из Эйсенберка, при котором замок Кост и его окрестности приобрели правовой статус фидеикомисса. У его сына не было детей, поэтому фидеикомисс на замок перешёл по наследству по женской линии, при этом каждая из наследниц прибавляла к своей фамилии вторую фамилию Нетолицки.
В XIX веке замок унаследовал генерал-фельдмаршал граф Евгений Вратислав из Митровиц (ум. 1867), также прибавивший к своей фамилии фамилию Нетолицки. В 1879 году замок Кост перешёл к его итальянским племянникам даль Борго, которые унаследовали от дяди не только фамилию Нетолицки, но и графский титул. Даль Борго Нетолицки владели замком до 1948 года, когда замок Кост был у них конфискован коммунистическим правительством Чехословакии.
При коммунистическом режиме в замке был устроен музей готического и ренессансного искусства. В 1992 году правительство Чехии по реституции вернуло замок Кост и прилегающие земли Джиованни Кински даль Борго, сыну последней владелицы замка Анны-Марии даль Борго Нетолицки и её мужа Норберта Кински, чешского аристократа, находящегося в эмиграции.

## Галерея

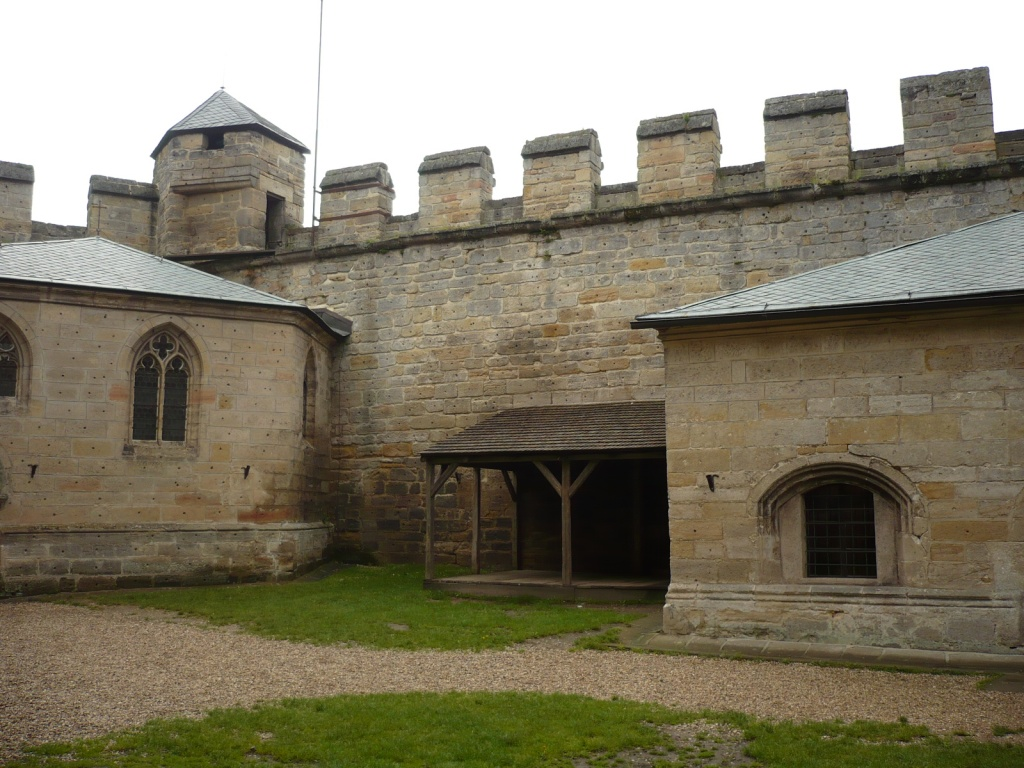
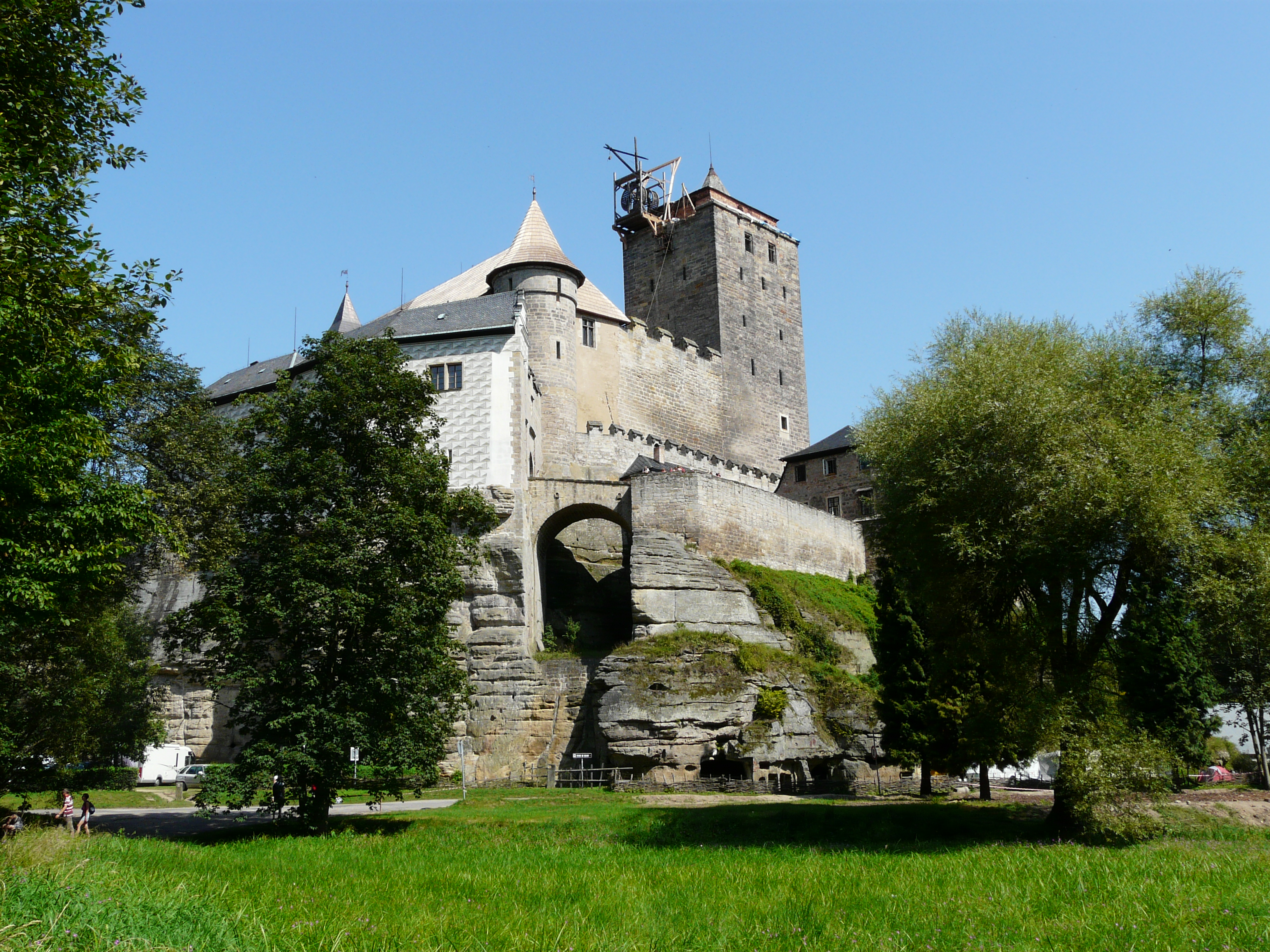
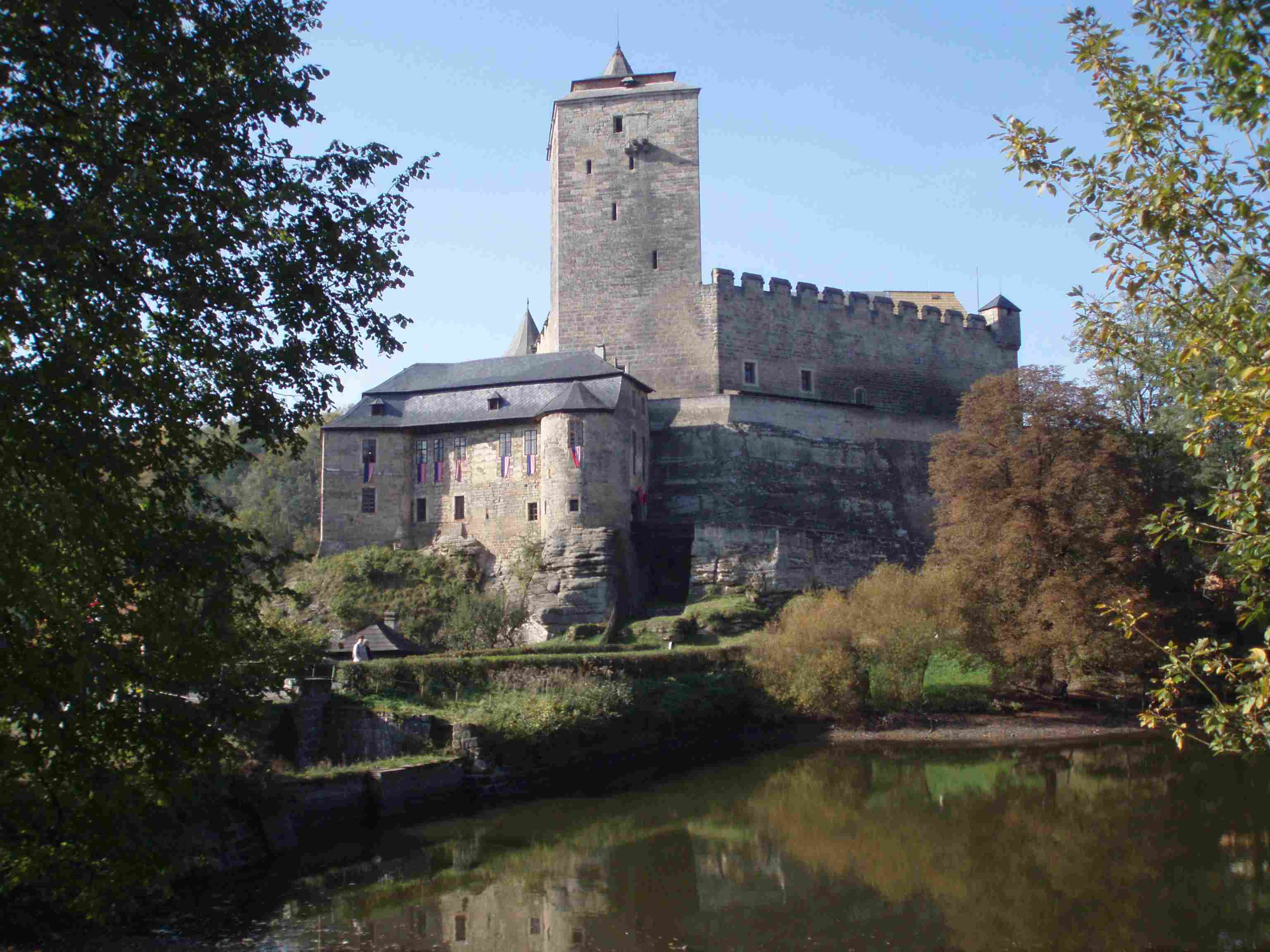
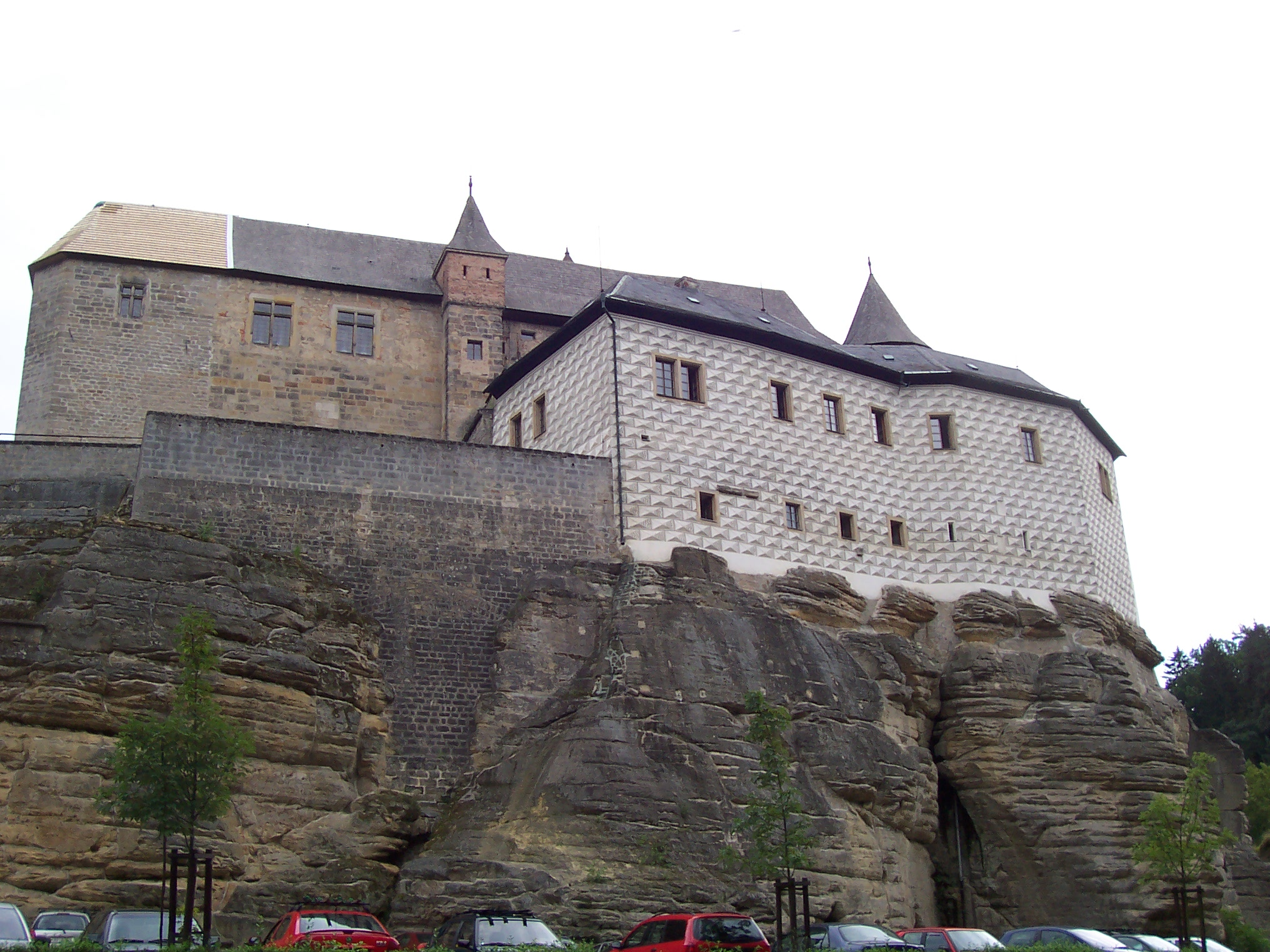
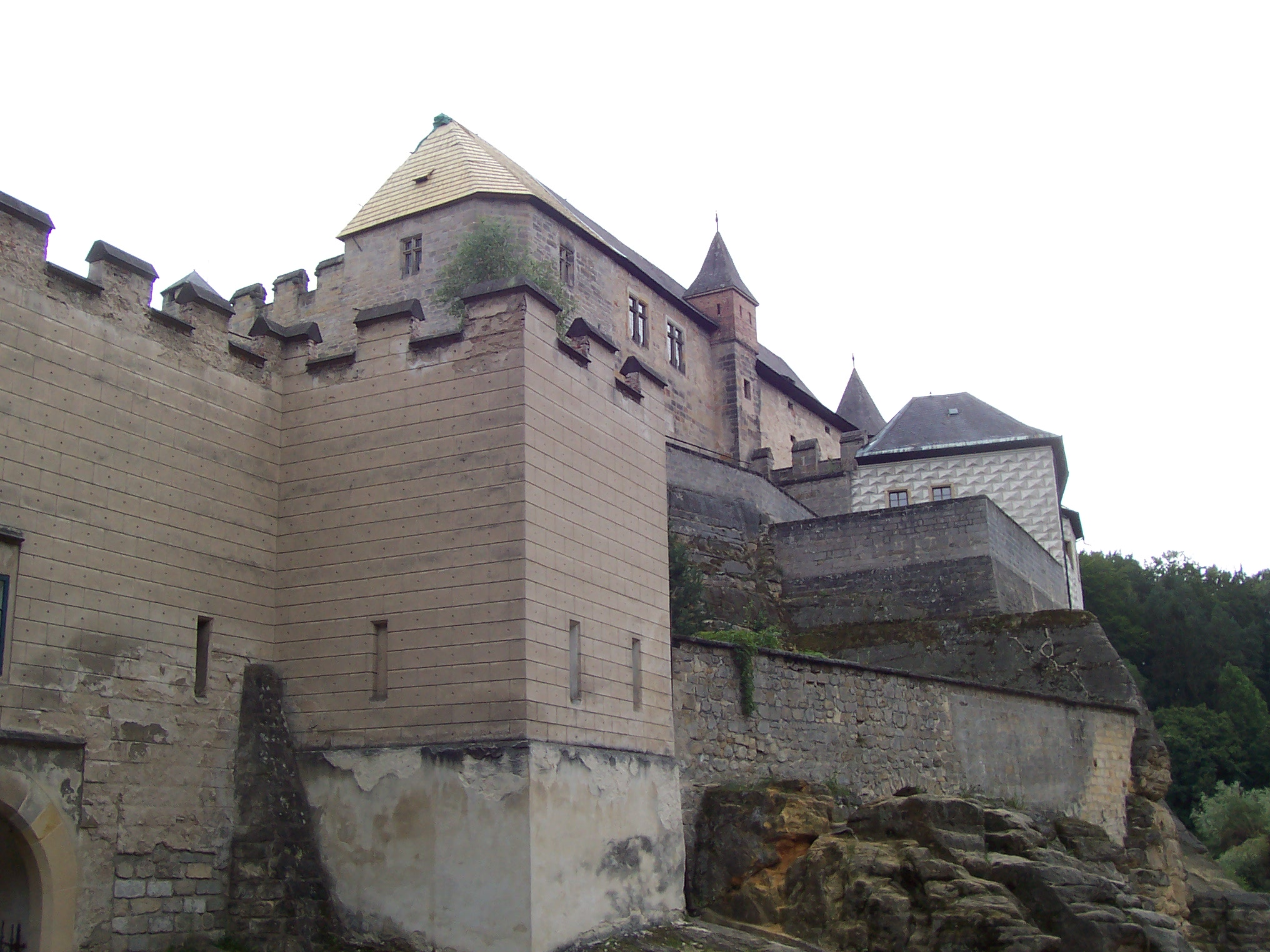
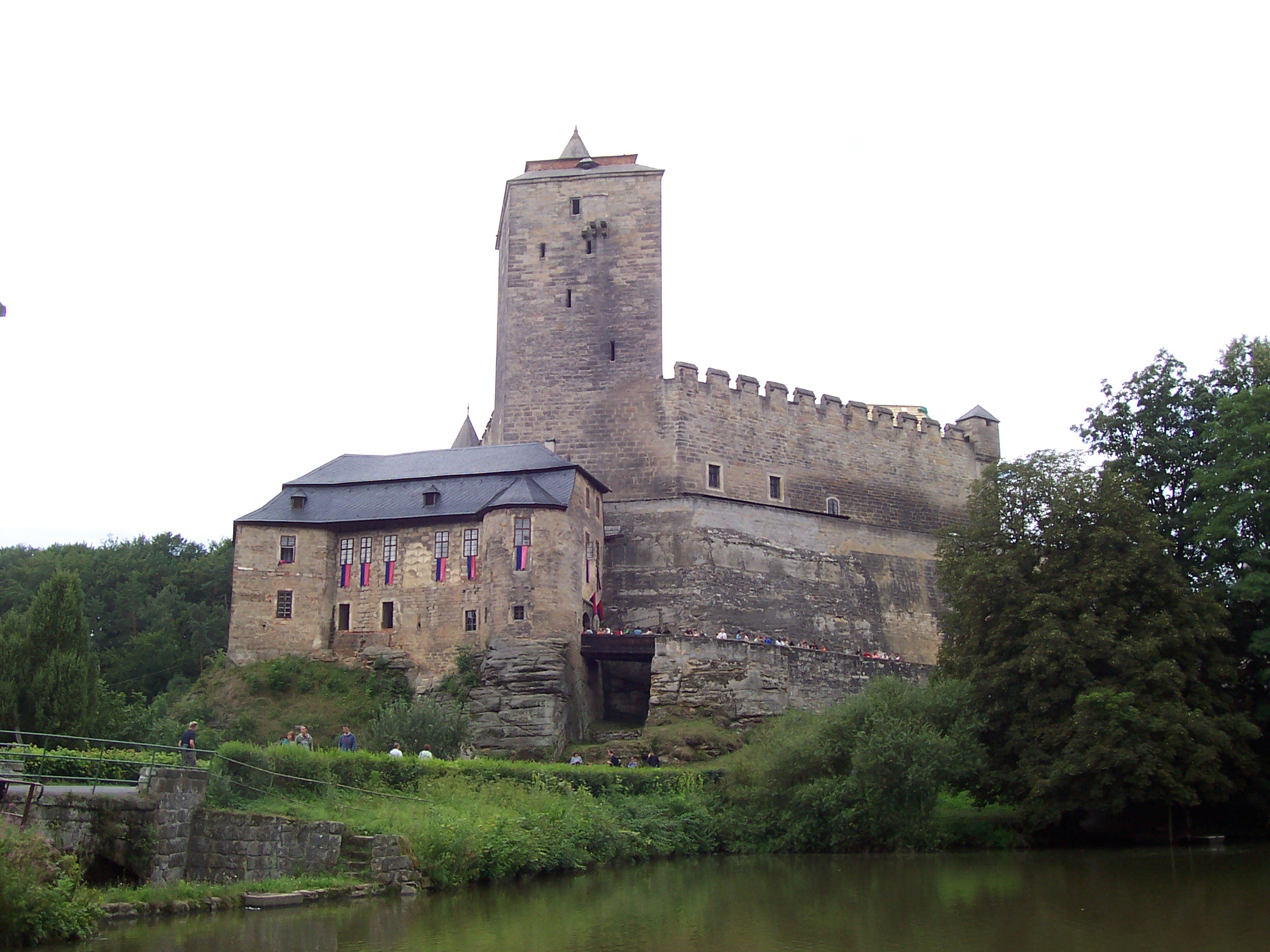
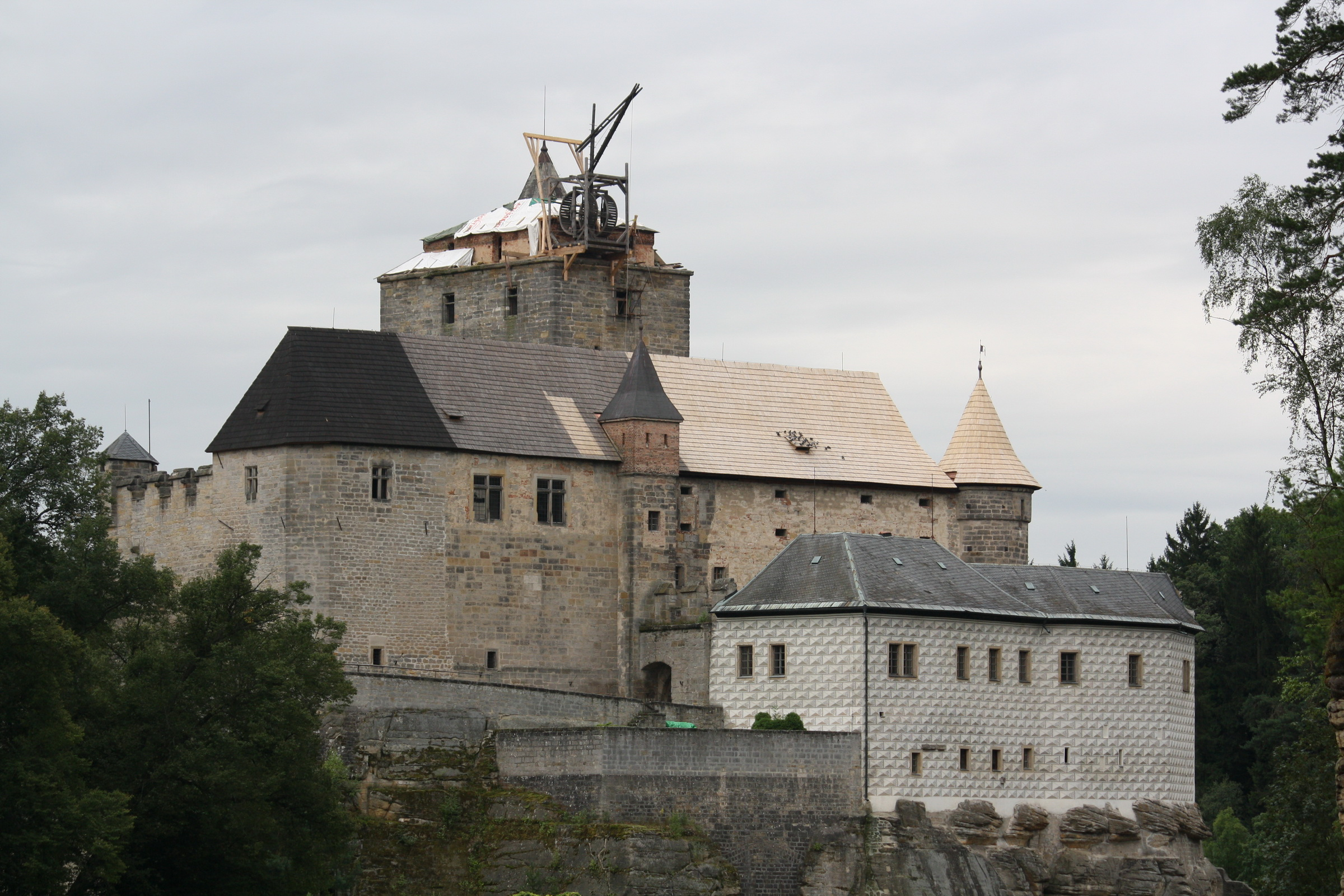